# Bai
Bai (chiń. upr. 白族; pinyin Báizú; nazwa własna: pɛ21tsi33) – jedna z 55 oficjalnie uznanych mniejszości etnicznych w Chinach. Według spisu z 2000 liczy 1 858 063 osób. Zamieszkuje region Dali w prowincji Junnan, a także prowincje Kuejczou (rejon Bijie) i Hunan (rejon Sangzhi).
Lud Bai ceni wysoko kolor biały, od którego zresztą wywodzi się jego nazwa. Jego przedstawiciele mówią o sobie Baizi, Baini lub Baihuo, co oznacza „Biały Lud”. Oficjalna chińska nazwa została nadana w 1956 roku.

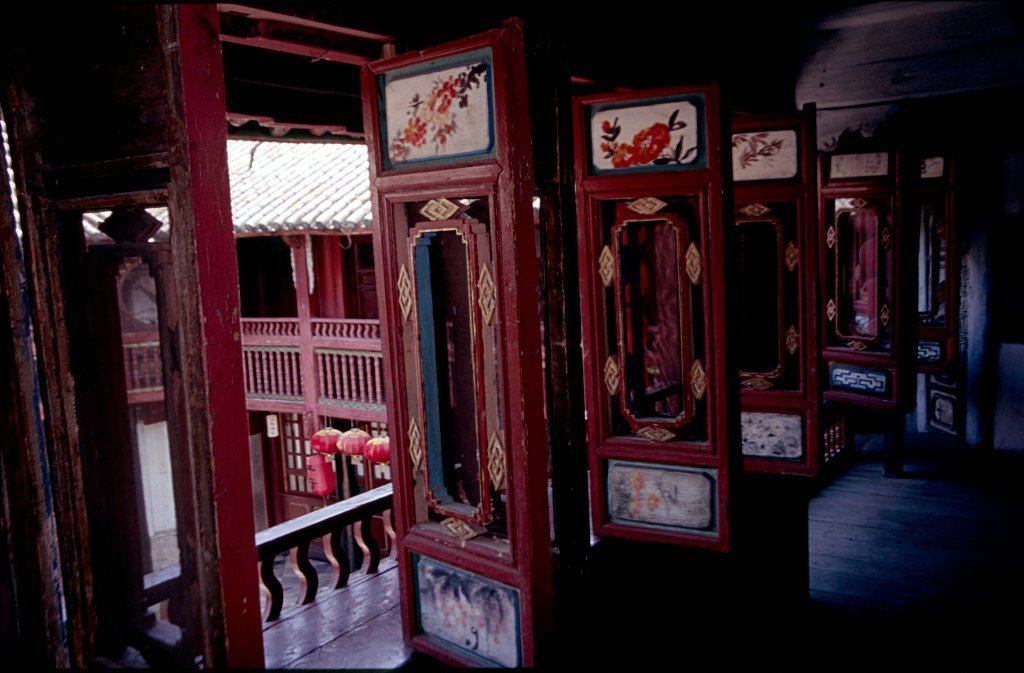
Wnętrze tradycyjnego domu Bai

Większość przedstawicieli mniejszości, ok. 1,24 mln (2003), włada rdzennym językiem bai, zaliczanym bądź do rodziny tybeto-birmańskiej bądź chińsko-tybetańskiej, której prawdopodobnie stanowi odrębne odgałęzienie.